# Phalacrotophora gigantea
Phalacrotophora gigantea är en tvåvingeart som beskrevs av Rudolf Beyer 1966. Phalacrotophora gigantea ingår i släktet Phalacrotophora och familjen puckelflugor. Inga underarter finns listade i Catalogue of Life.